# سوسکچه آلوفینی
آلوفینی (نام علمی: Alophini) نام یک تبار از تیره سوسکچه‌های خرطوم‌دار است.